# Isomyia pallidipes
Isomyia pallidipes är en tvåvingeart som först beskrevs av Zumpt 1957.  Isomyia pallidipes ingår i släktet Isomyia och familjen Rhiniidae.
Artens utbredningsområde är Madagaskar. Inga underarter finns listade i Catalogue of Life.